# Боденроде-Вестхаузен
Боденроде-Вестхаузен (нем. Bodenrode-Westhausen) — община в Германии, в земле Тюрингия. 
Входит в состав района Айхсфельд. Подчиняется управлению Лайнеталь.  Население составляет 1159 человек (на 31 декабря 2010 года). Занимает площадь 14,53 км².